# Petch
De Phetchaburi-rivier (Thais: แม่น้ำเพชรบุรี, Maenam Phetchaburi, uitgesproken als [mɛ̂ːnáːm pʰét.t͡ɕʰā.bū.rīː]) is een rivier in het zuidwesten van Thailand. Het ontspringt in de Tenasserim Hills, in het Kaeng Krachan National Park en stroomt door Tha Yang, Ban Lat, Mueang Phetchaburi en mondt uit in de Baai van Bangkok in het Ban Laem district (Golf van Thailand). Het is 210 kilometer lang, waarvan het grootste deel in de provincie Phetchaburi ligt. Het is de belangrijkste rivier van deze provincie.
Bij het verlaten van Kaeng Krachan National Park creëert de Kaeng Krachan-dam, gebouwd in 1966, een stuwmeer op zijn koers met een oppervlakte van 46,5 km².

## Stroomgebied
Het stroomgebied van de Phetchaburi-rivier heeft een stroomgebied van 5.603 vierkante kilometer dat het grootste deel van de provincie Phetchaburi beslaat, met een gemiddeld jaarlijks afvoervolume van 1.329 miljoen kubieke meter. Er zijn 4 belangrijke zijrivieren van de rivier, namelijk Huai Mae Prachan, Huai Phak en Huai Mae Pradon. De Phetchaburi-rivier ontspringt in de hoge bergen in het Westen die door de grens tussen Thailand en Birma stromen. Het stroomgebied van de Phetchaburi is verdeeld in 4 deelstroomgebieden, bestaande uit: Bovenste Phetchaburi Basin (2.210 km), Centraal Phetchaburi Basin (1.325 km), Lagere Phetchaburi Basin (1.325 km2) en de Phetchaburi Coastal Basin (1.040 km). Hoofdzakelijk voor consumptie -zijn in totaal 760 ambachtelijke putten geboord door het ministerie van Minerale Hulpbronnen, het ministerie van Volksgezondheid, het ministerie van Openbare Werken en het Bureau voor Versnelde Plattelandsontwikkeling.